# Raymond Demey
Raymond Demey est un footballeur et entraîneur français né le 4 septembre 1902 et mort le 9 septembre 1944.

## Biographie
Ancien joueur du Stade Roubaisien, avec lequel Raymond Demey remporte le relevé championnat de la Ligue du Nord en 1919. Une blessure au genou lui fait arrêter sa carrière. Il fait son stage d'entraîneur sous la direction de l'Anglais Charles Griffiths, qui a dirigé l'équipe de France olympique en 1924.
À partir de 1932, il dirige les joueurs du Stade Béthunien, puis rejoint l'US Vieux-condé en 1934. Ce dernier club en difficulté financière, il part à l'US Valenciennes-Anzin où il remplace… Charles Griffiths. Le club du Hainaut est alors 9e en Division 2. Remportant alors 14 victoires consécutives, il termine en tête du championnat. Valenciennes accède en Division 1 et Griffiths reprend la direction des joueurs. 
Demey part ensuite à Amiens SC puis l'AS Haumont avec qui il termine second du championnat derrière Charleville. À partir de 1938, il est entraîneur de l'AS Brestoise.
Il meurt avec sa femme lors de l'explosion de l'abri Sadi Carnot de Brest le 9 septembre 1944.